# Леонова, Татьяна Николаевна
Татьяна Николаевна Леонова (род. 26 марта 1971, Новосибирск, РСФСР, СССР) — государственный политический деятель, заместитель Губернатора Калужской области с 29 августа 2024 года, глава администрации города Обнинска с 18 октября 2020 года по 28 августа 2024 года, заместитель Председателя комиссии Государственного Совета Российской Федерации по направлению «Кадры». Директор Центра международных программ Государственного университета управления (с 2006 по 2010 год).

## Биография
Татьяна Леонова родилась 26 марта 1971 года. В 1992 году окончила Московский институт управления им. С. Орджоникидзе по специальности «Экономика и управление производством».

### Карьера
В 1993 году поступила в аспирантуру на кафедру «Макроэкономики» ГУУ. В 1997 году защитила диссертацию на соискание учёной степени кандидат экономических наук на тему: «Организационно-экономические аспекты активизации венчурной инновационной деятельности в России». В 2011 году защитила диссертацию на соискание учёной степени доктор экономических наук на тему: «Формирование институционального механизма инновационного развития российской экономики в сфере венчурного предпринимательства».
В 1997 года работала в Государственном университете управления. С сентября 2006 по март 2010 года была директором Центра международных программ Государственного университета управления.
В 2012 году стала профессором Института экономики и финансов ГУУ. В 2014—2016 годах была проректором Дальневосточного федерального университета. С августа 2016 года является проректором Национального исследовательского ядерного университета МИФИ. В 2016—2019 годах была исполнителем обязанностей директора Обнинского института атомной энергетики.
В августе 2020 года была назначена советником губернатора Калужской области Центрального федерального округа.
В октябре 2020 года была назначена главой Администрации города Обнинска.
С 29 августа 2024 года занимает пост заместителя Губернатора Калужской области. По Указу Президента Российской Федерации от 22 июля 2024 г. № 613 "О комиссиях Государственного Совета Российской Федерации по направлениям социально-экономического развития Российской Федерации и их председателях” также занимает пост заместителя Председателя комиссии Государственного Совета РФ по направлению "Кадры".

## Личная жизнь
Замужем, двое детей.